# Cousinia mozaffarianii
Cousinia mozaffarianii là một loài thực vật có hoa trong họ Cúc. Loài này được Attar, Assadi & Ghahr. mô tả khoa học đầu tiên năm 2000.